# 山崎駅 (京都府)

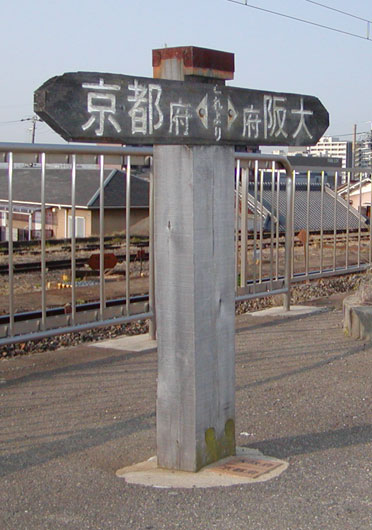
京都・大阪府境の旧標識（下りホーム）。

山崎駅（やまざきえき）は、京都府乙訓郡大山崎町字大山崎小字西谷（こあざにしたに）にある、西日本旅客鉄道（JR西日本）東海道本線の駅である。駅番号はJR-A36。「JR京都線」の愛称区間に含まれている。

## 概要
駅舎は京都府内にあるが、敷地の一部は大阪府三島郡島本町山崎にあり、ホーム上に府境を示す看板がある。このため、島本町民の利用者も多い（島本町は郵便番号・市外局番ともに京都府扱いの番号となっている）。
1927年（昭和2年）に竣工した木造平屋建ての駅舎を有する。
駅の大阪方の曲線（通称サントリーカーブ、サントリー山崎蒸溜所に隣接していることが由来）は鉄道写真の有名撮影地として知られたが、撮影目的での立ち入りが相次いだことから平成20年（2008年）にフェンスが設けられた。
2008年3月15日に島本駅が開業するまで、隣接駅であった高槻駅までの駅間距離は7.5kmとJR京都線内では最長であった。函館本線に同じ表記の駅があるため乗車券面類には「（東）山崎」と表記される。
ホームに大阪府と京都府の府境があるので、標識も設置されている。

## 歴史
- 1876年（明治9年）8月9日：官設鉄道の向日町駅 - 高槻駅間に新設開業[2]。旅客・貨物の取り扱いを開始[2]。
- 1895年（明治28年）4月1日：線路名称制定。東海道線（1909年より東海道本線）の所属となる。
- 1927年（昭和2年）：現在の駅舎が竣工[1]。
- 1971年（昭和46年）10月1日：貨物の取り扱いが廃止[2]。
- 1984年（昭和59年）2月1日：荷物扱い廃止[2]。
- 1985年（昭和60年）3月14日：日中時間帯の快速列車停車により、内側線のホームが12両編成停車対応に増設される。
- 1987年（昭和62年）4月1日：国鉄分割民営化により、西日本旅客鉄道（JR西日本）の駅となる[2]。
- 1988年（昭和63年）3月13日：路線愛称の制定により、「JR京都線」の愛称を使用開始。
- 1997年（平成9年）6月27日：自動改札機を設置し、供用開始[6]。
- 2002年（平成14年）7月29日：JR京都・神戸線運行管理システム導入[7]。
- 2003年（平成15年）11月1日：ICカード「ICOCA」の利用が可能となる。
- 2007年（平成19年）3月18日：駅自動放送を更新。
- 2015年（平成27年）3月12日：入線警告音の見直しに伴い、接近メロディ導入[8]。
- 2016年（平成28年）12月9日：京都・大阪府境の標識が新しい物に交換される。
- 2018年（平成30年）
  - 3月2日：この日を以てみどりの窓口が営業終了[要出典]。
  - 3月3日：みどりの券売機プラスが稼働開始[要出典]。
  - 3月17日：駅ナンバリングが導入され、使用を開始する。
- 2021年（令和3年）
  - 3月24日：各ホームと改札口を結ぶエレベーターの供用を開始[9]。
  - 4月1日：JR西日本交通サービスによる業務委託駅となる。

## 駅構造
島式ホーム2面4線（12両編成対応）と下りに待避線1本を有する地上駅である。ホームの外側線側（新快速・特急列車用）は封鎖されている（快速は内側の線路を通過）。傾斜面上にホームがあるため、駅舎はホームより下層に設けられている。駅の先すぐに京都寄りは半径600mのカーブとなるので、通過電車は駅構内手前から100km/hに減速する。周辺にサントリーの工場などが所在するため、かつては貨物施設があったが、現在は跡地が保線施設となっている。
JR西日本交通サービスによる業務委託駅であり、ICOCA利用可能駅（相互利用可能ICカードはICOCAの項を参照）である。

### のりば
| のりば | 路線       | 方向 | 線路   | 行先                       |
| ------ | ---------- | ---- | ------ | -------------------------- |
| 1      | A JR京都線 | 下り | 外側線 | （通過列車のみのため閉鎖） |
| 2      | JR京都線   | 下り | 内側線 | 大阪・三ノ宮方面           |
| 3      | JR京都線   | 上り | 内側線 | 京都・草津方面             |
| 4      | A JR京都線 | 上り | 外側線 | （通過列車のみのため閉鎖） |

- 上表の路線名は旅客案内上の名称（愛称）で表記している。

※運転取扱上の番線は、下り待避線が1番線、上り外側線が5番線で、旅客案内上ののりば番号とは1つずつずれる。

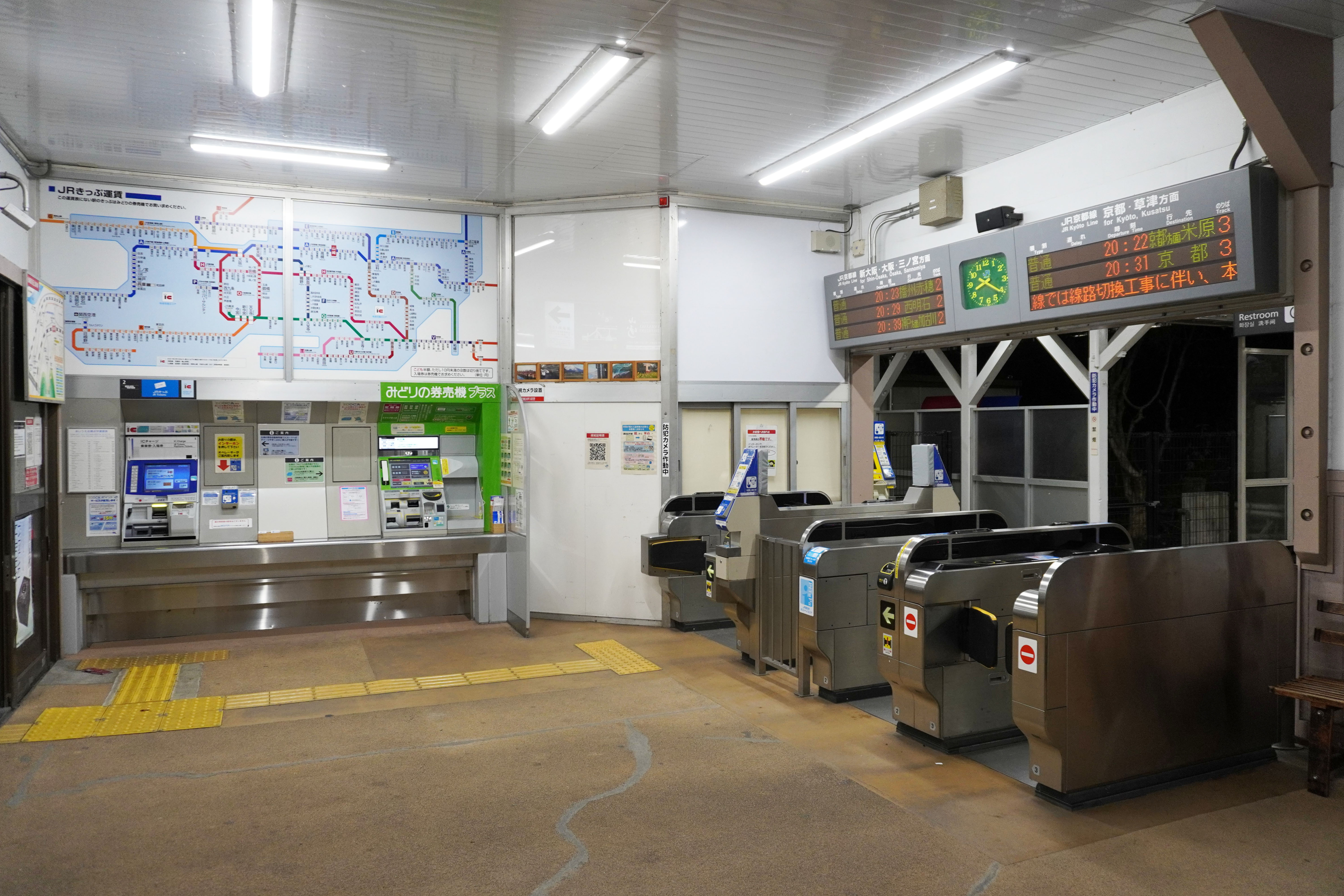
改札口と切符売り場（2023年2月）
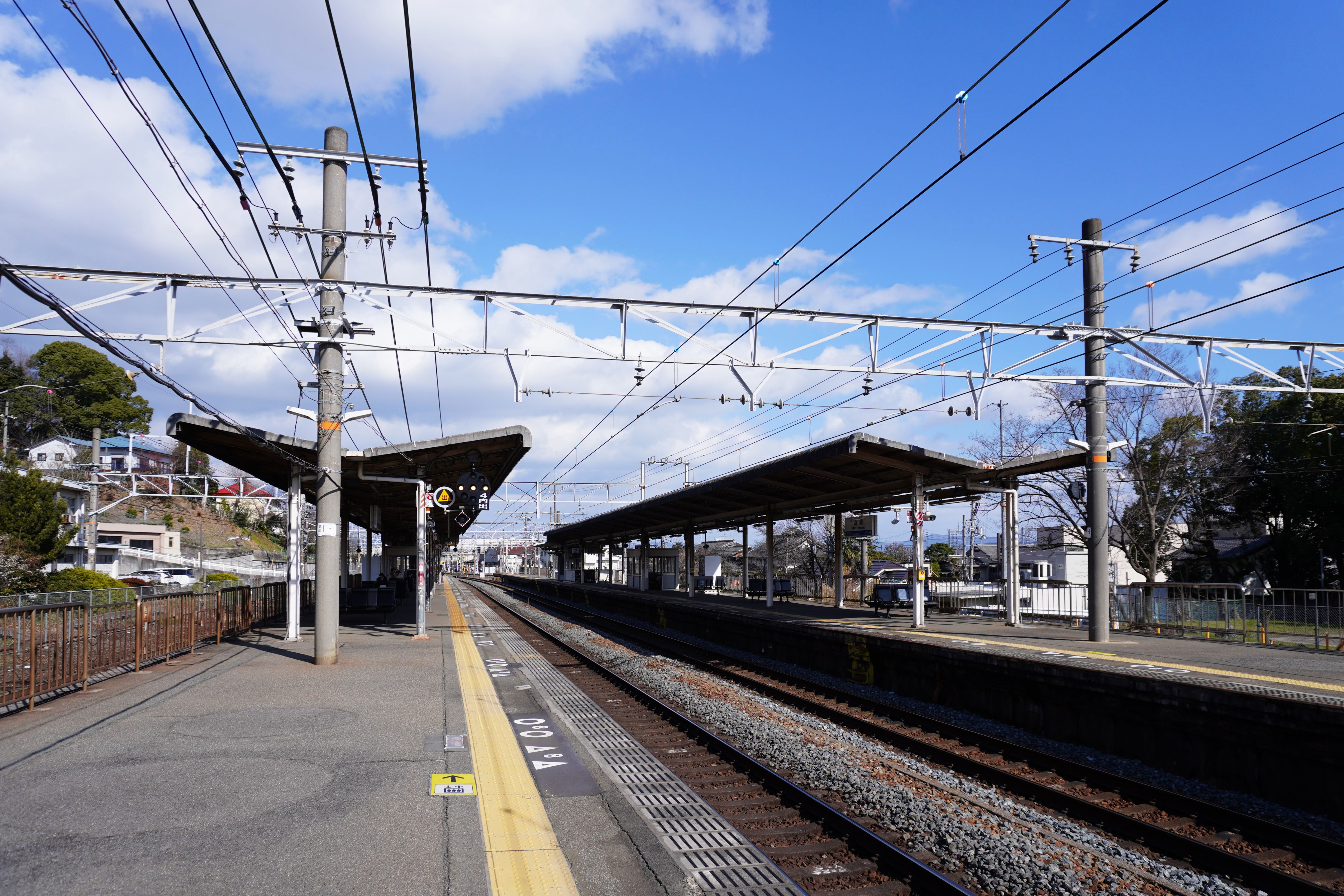
ホーム（2023年2月）

## 利用状況
2023年（令和5年）度の1日平均乗車人員は5,198人である。
2008年の島本駅の開業以降、1,000人以上減少している。桂川駅、島本駅の利用者が増加したため、2016年現在はJR京都線ならびに草津駅 - 西明石駅間の複々線区間では最も利用者が少ない。
近年の1日平均乗車人員は以下の通りである。
2000年度までは京都府統計書のデータ（単位：千人）を日数で除した数値を、2001年度以降は大山崎町・長岡京市・島本町統計書のデータを記載している（ただし長岡京市は他2町とわずかに数値が異なる年度がある）。
2018年度以降大山崎町はデータを公表していないが、近隣自治体である長岡京市・大阪府島本町によって現在まで最新データを公表され続けている。
| 年度               | 乗車人員 | 出典          | 出典            | 出典            | 出典          |
| 年度               | 乗車人員 | 京都府        | 大山崎町        | 長岡京市        | 島本町        |
| ------------------ | -------- | ------------- | --------------- | --------------- | ------------- |
| 1991年（平成03年） | 5,142    | [ 京都府 1 ]  |                 |                 |               |
| 1992年（平成04年） | 5,258    | [ 京都府 2 ]  |                 |                 |               |
| 1993年（平成05年） | 5,329    | [ 京都府 3 ]  |                 |                 |               |
| 1994年（平成06年） | 5,348    | [ 京都府 4 ]  |                 |                 |               |
| 1995年（平成07年） | 5,560    | [ 京都府 5 ]  |                 |                 |               |
| 1996年（平成08年） | 5,800    | [ 京都府 6 ]  |                 |                 |               |
| 1997年（平成09年） | 6,063    | [ 京都府 7 ]  |                 |                 |               |
| 1998年（平成10年） | 6,378    | [ 京都府 8 ]  |                 |                 |               |
| 1999年（平成11年） | 6,459    | [ 京都府 9 ]  |                 |                 |               |
| 2000年（平成12年） | 6,433    | [ 京都府 10 ] |                 |                 |               |
| 2001年（平成13年） | 6,403    | [ 京都府 11 ] | [ 大山崎町 1 ]  |                 |               |
| 2002年（平成14年） | 6,434    | [ 京都府 12 ] | [ 大山崎町 1 ]  |                 |               |
| 2003年（平成15年） | 6,541    | [ 京都府 13 ] | [ 大山崎町 1 ]  |                 |               |
| 2004年（平成16年） | 6,643    | [ 京都府 14 ] | [ 大山崎町 1 ]  | [ 長岡京市 1 ]  |               |
| 2005年（平成17年） | 6,775    | [ 京都府 15 ] | [ 大山崎町 1 ]  | [ 長岡京市 1 ]  | [ 島本町 1 ]  |
| 2006年（平成18年） | 6,928    | [ 京都府 16 ] | [ 大山崎町 2 ]  | [ 長岡京市 1 ]  | [ 島本町 1 ]  |
| 2007年（平成19年） | 6,869    | [ 京都府 17 ] | [ 大山崎町 3 ]  | [ 長岡京市 1 ]  | [ 島本町 1 ]  |
| 2008年（平成20年） | 5,805    | [ 京都府 18 ] | [ 大山崎町 4 ]  | [ 長岡京市 1 ]  | [ 島本町 1 ]  |
| 2009年（平成21年） | 5,597    | [ 京都府 19 ] | [ 大山崎町 5 ]  | [ 長岡京市 2 ]  | [ 島本町 1 ]  |
| 2010年（平成22年） | 5,658    | [ 京都府 20 ] | [ 大山崎町 6 ]  | [ 長岡京市 3 ]  | [ 島本町 2 ]  |
| 2011年（平成23年） | 5,607    | [ 京都府 21 ] | [ 大山崎町 7 ]  | [ 長岡京市 4 ]  | [ 島本町 3 ]  |
| 2012年（平成24年） | 5,651    | [ 京都府 22 ] | [ 大山崎町 8 ]  | [ 長岡京市 5 ]  | [ 島本町 4 ]  |
| 2013年（平成25年） | 5,700    | [ 京都府 23 ] | [ 大山崎町 9 ]  | [ 長岡京市 6 ]  | [ 島本町 5 ]  |
| 2014年（平成26年） | 5,612    | [ 京都府 24 ] | [ 大山崎町 10 ] | [ 長岡京市 7 ]  | [ 島本町 6 ]  |
| 2015年（平成27年） | 5,645    | [ 京都府 25 ] | [ 大山崎町 11 ] | [ 長岡京市 8 ]  | [ 島本町 7 ]  |
| 2016年（平成28年） | 5,738    | [ 京都府 26 ] | [ 大山崎町 12 ] | [ 長岡京市 9 ]  | [ 島本町 8 ]  |
| 2017年（平成29年） | 5,815    | [ 京都府 27 ] | [ 大山崎町 13 ] | [ 長岡京市 10 ] | [ 島本町 9 ]  |
| 2018年（平成30年） | 5,892    | [ 京都府 28 ] |                 | [ 長岡京市 11 ] | [ 島本町 10 ] |
| 2019年（令和元年） | 5,941    | [ 京都府 29 ] |                 | [ 長岡京市 12 ] | [ 島本町 11 ] |
| 2020年（令和02年） | 4,864    | [ 京都府 30 ] |                 | [ 長岡京市 13 ] | [ 島本町 12 ] |
| 2021年（令和03年） | 4,770    | [ 京都府 31 ] |                 | [ 長岡京市 14 ] | [ 島本町 13 ] |
| 2022年（令和04年） | 5,005    | [ 京都府 32 ] |                 | [ 長岡京市 15 ] | [ 島本町 14 ] |
| 2023年（令和05年） | 5,198    | [ 京都府 33 ] |                 |                 | [ 島本町 15 ] |

## 駅周辺
阪急京都本線の大山崎駅とは約250mと比較的近いため、徒歩での乗換が可能で、乗換の検索ソフトではJR・阪急双方の駅が表示されるものも存在する。京都 - 大阪間では最も近接している駅である。
観光
- 山崎合戦跡
- 水無瀬神宮
- 桜井駅跡
- 離宮八幡宮
- 関大明神社
- 妙喜庵
  - 国宝・待庵
- 大山崎山荘美術館
- 大山崎町歴史資料館
- 大念寺
- 宝積寺
- 山崎聖天
- 酒解神社
- 大山崎瓦窯跡（国指定史跡）
- サントリー山崎蒸溜所
- 山崎城 (山城国)

その他
- 旧西国街道
- 山崎駅前郵便局

## 隣の駅
西日本旅客鉄道（JR西日本）
 JR京都線（東海道本線）
■新快速・■快速（京都駅 - 西明石駅間で快速。朝のみ運転）
通過
■普通（高槻駅以西は快速となる列車を含む）
長岡京駅 (JR-A35) - 山崎駅 (JR-A36) - 島本駅 (JR-A37)

### 記事本文